# A Hero Sits Next Door
«A Hero Sits Next Door» (рус. «Сосед-герой») — пятая серия первого сезона мультсериала «Гриффины». Премьерный показ состоялся 2 мая 1999 года на канале FOX. В России премьерный показ состоялся 14 мая 2002 года на канале Рен-ТВ.

## Сюжет
Мистер Вид представляет Гилермо, игрока, которого он нанял, чтобы обеспечить победу компании на ежегодной игре по софтболу. Питер случайно наносит ему повреждения во время тренировки и теперь должен найти нового игрока ему на замену.
Тем временем Лоис пытается установить дружеские отношения с новыми соседями. Поначалу Питеру не нравится его новый сосед Джо Свенсон, но он меняет своё мнение, узнав, что тот играл в колледже в бейсбол, и приглашает Джо в команду. Для него и для остальных игроков становится ужасным открытие, что тот — инвалид в коляске с парализованными ногами. Тем не менее, Джо показывает отличную игру и добывает победу команде.
Выясняется, что Джо Свенсон — полицейский-герой, ставший калекой в результате драки с Гринчем на крыше сиротского приюта, и очень скоро он становится хорошим другом как Питеру, так и остальным соседям. Стьюи считает, что Джо — киборг, и хочет украсть его инвалидную коляску.
Популярность Джо бьёт по самолюбию Питера, тот тоже хочет быть героем. Для того, чтобы тоже стать популярным, Питер решает предотвратить ограбление банка, однако грабители берут его и Брайана в заложники, а потом их всех освобождает Джо, успешно проведший переговоры с бандитами. После этого случая Питер расстраивается, но семья убеждает его, что для них он всегда будет героем.
Вторая параллельная сюжетная линия повествует нам о новом увлечении Мег, Кевине, внимания которого та безуспешно пытается добиться. Это ей удаётся, лишь когда она даёт ему возможность бесконечно говорить о себе.

## Создание
Автор сценария: Мэтт Уйэтсман и Майк Баркер
Режиссёр: Монте Янг
Приглашённые знаменитости: Карлос Алазраки (в роли мистера Вида), Мишель Кван (камео) и Сьюзи Плэксон